# Stokes River (Glenelg River)
Der Stokes River ist ein Fluss im Südwesten des australischen Bundesstaates Victoria.

## Geografie
Der Fluss entspringt im Südwesten des Staates, drei Kilometer östlich der Kleinstadt Digby. Er fließt nach Südwesten und mündet rund sechs Kilometer nördlich der Kleinstadt Dartmoor in den Glenelg River.

### Nebenflüsse mit Mündungshöhen
Er hat folgende Nebenflüsse:
- Buckle Creek – 105 m
- Humpy Creek – 84 m
- Bobby Creek – 80 m
- McKenzie Creek – 73 m
- Teakettle Creek – 64 m
- Morgan Creek – 45 m